# Vlag van Fujairah

Vlag van het emiraat Fujairah
(voor 1952, 1961-1975)

Vlag van het emiraat Fujairah
(1952–1961)

Vlag van het emiraat Fujairah
(sinds 1975)

De vlag van Fujairah gebruikt sinds 1975 de nationale vlag van de Verenigde Arabische Emiraten als de vlag van het emiraat Fujairah. Onder het Britse protectoraat vanaf 1820 werd besloten de emiraten van elkaar te onderscheiden: diegenen die een vriendschapsverdrag met de Britten sloten, moesten een wit veld toevoegen aan hun rode vlag; de anderen behielden hun rode vlaggen.
In de General Maritime Treaty van 1820 lieten de Britten twee vormen van witte kleur toe, toegevoegd aan de rode vlaggen der Arabieren. 
- Vlag nummer 1 of flag number one: een witte strook aan de mast en driemaal zo brede rode strook. Dit was de vlag voor Dubai, Abu Dhabi, Ajman en Umm al-Qaiwain.
- Vlag nummer 2 of flag number two: een witte band rondom een rode rechthoek. Dit was de vlag voor Sharjah, Ras-al-Khaimah, en Kalba.

Op dat moment bleef Fujairah - dat door de Britten niet als emiraat werd erkend en dus geen ondertekenaar was van het algemene verdrag van 1820 - zijn effen rode vlag gebruiken.
Voor 1952 was de vlag effen rood. Van 1952 tot 1961 werd de naam van het emiraat aan de vlag toegevoegd en werd een rode vlag met een witte Arabische kalligrafie van de naam van het emiraat aangenomen als vaandel om het te onderscheiden van de omliggende emiraten. In 1975 werd de effen rode vlag afgeschaft en de nationale vlag van de Verenigde Arabische Emiraten wordt nu voor officiële doeleinden gebruikt.

## Verwante afbeeldingen

Wapen van Fujairah